# Mare de Déu de la Vedrenya
Mare de Déu de la Vedrenya és una ermita del municipi d'Artesa de Segre (Noguera) inclosa en l'Inventari del Patrimoni Arquitectònic de Catalunya.
Es troba al costat de la carretera que mena a Montmagastre, entitat de població del municipi d'Artesa de Segre.

## Història
Fou una església depenent del priorat canonical i més tard parròquia de Sant Miquel de Montmagastre. La primera referència històrica és de l'any 1135, en què rebé un llegat d'un tal Berenguer. L'any 1164 Bernat Folc donà a Ramon de Lluçars i a la seva esposa la meitat de la seva heretat, que tenia des de Santa Maria «Veteranensi» fins al Segre. És una de les esglésies de l'arxiprestat d'Àger que consten en el llibre de visita de l'arxipreste Francesc Esteva de 1757-58.

## Arquitectura
És d'una sola nau, coberta amb volta de canó de perfil semicircular, reforçada per un arc toral també semicircular que arrenca de manera descentrada de dues pilastres rectangulars. La volta és suportada per arcs formers dels quals n'hi ha dos a cada cantó en el tram de ponent de la nau, mentre que en el tram de llevant n'hi ha un al mur nord i dos en el mur sud. D'aquests, el situat més a llevant correspon a l'obertura de la porta original, ara paredada, resolta en arc de mig punt. La nau és capçada a llevant per un absis semicircular obert a través d'un arc presbiteral.

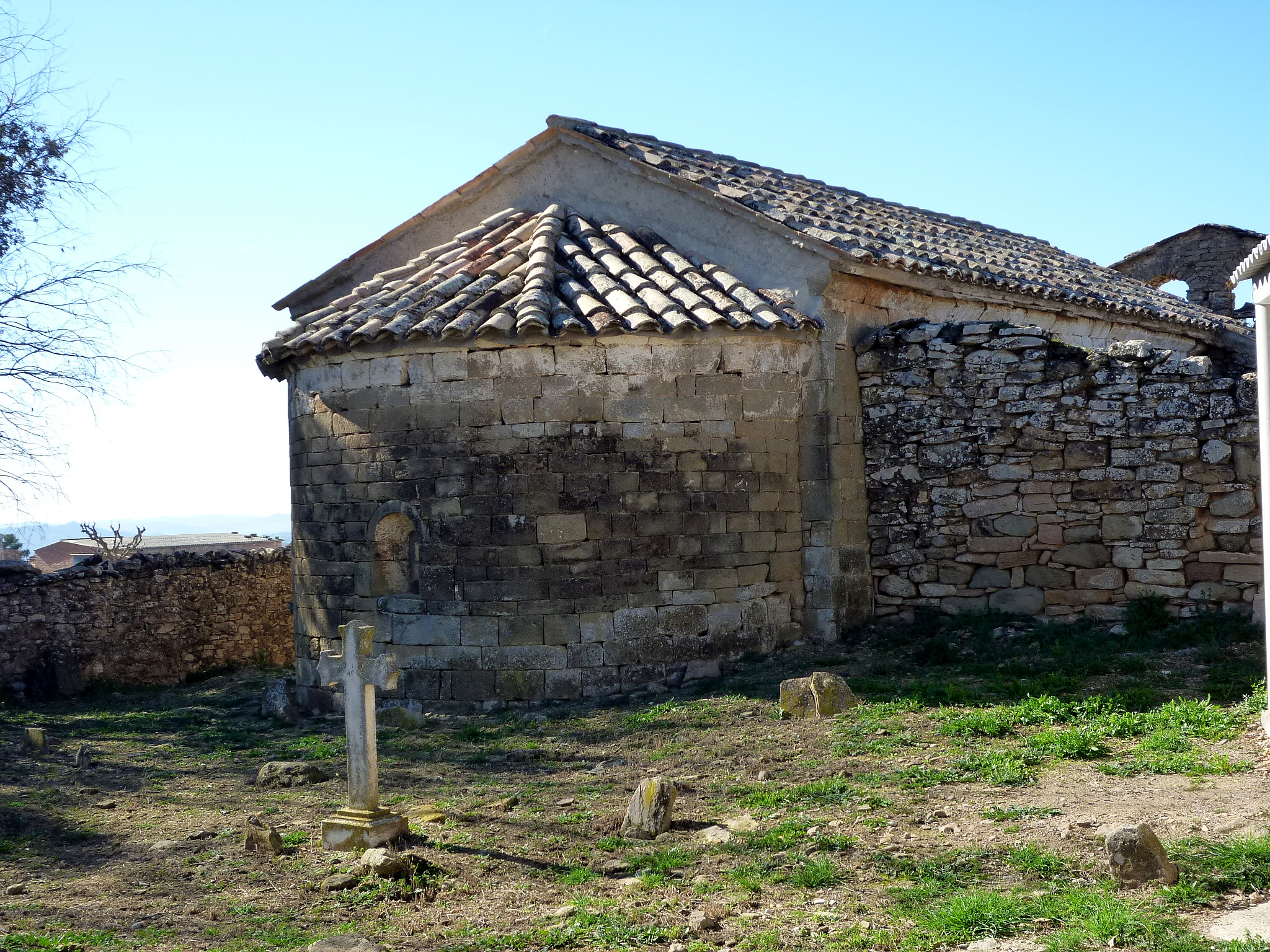
L'absis

La porta actual resolta en arc de mig punt de grans dovelles, s'obre a la façana oest on s'obre un àmbit descobert. Damunt d'aquest mur de ponent s'aixeca un campanar d'espadanya de dos ulls. La porta té gravada la data de 1647, moment en què se situaria un intent d'ampliació i potser també la construcció d'un cor interior, l'ull de bou i la porta de la façana oest. Es conserven dues finestres de doble esqueixada a l'absis i a la façana sud; a la façana nord hi ha les traces d'una altra finestra paredada, segurament d'esqueixada recta. Les façanes són totalment llises, sense ornamentació llevat d'un ràfec bisellat. En tota la meitat de llevant de la nau, l'aparell és format per carreus ben escairats i polits, disposats molt regularment en filades uniformes. A la meitat de ponent, l'aparell és de carreu escairat, més irregular, disposat en filades poc uniformes entre les quals s'intercalen carreus quadrats treballats a punta.
Sembla que la part de ponent correspon a un primer projecte, que no sabem si s'acabà, datable entre la fi del segle xi i el principi del segle xii i que fou ampliat cap a llevant seguint formes constructives característiques del segle xii.